# Lądowisko Zgorzelec-Szpital
Lądowisko Zgorzelec-Szpital – lądowisko sanitarne w Zgorzelcu, w województwie dolnośląskim, położone przy ul. Lubańskiej 11/12. Przeznaczone jest do wykonywania startów i lądowań śmigłowców sanitarnych i ratowniczych w dzień i w nocy o dopuszczalnej masie startowej do 5700 kg.
Zarządzającym lądowiskiem jest Wielospecjalistyczny Szpital – Samodzielny Publiczny Zespół Opieki Zdrowotnej w Zgorzelcu. W roku 2013 zostało wpisane do ewidencji lądowisk Urzędu Lotnictwa Cywilnego pod numerem 221